# Tube desséchant

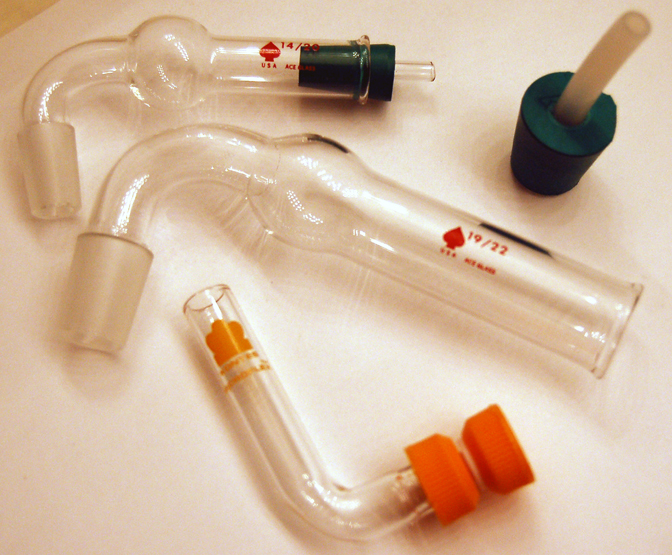
Tube desséchant vide

Représentation schématique d'un tube desséchant

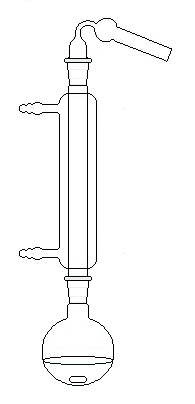
Montage à reflux avec un tube desséchant

Un tube desséchant est une verrerie de laboratoire utilisée pour sécher un gaz généralement synthétisé en laboratoire de chimie. Il peut être droit, courbé ou en forme de U. L'une des extrémités du tube est un joint en verre rodé pour permettre sa connexion à un réacteur.

## Remplissage
Le tube desséchant est d'abord rempli de coton (ou laine de verre), puis avec des agents de séchage solides tels que le chlorure de calcium ou le gel de silice puis rempli de l'autre extrémité avec du coton. 

## Utilisation
Le tube desséchant est connecté à un réacteur ou des récipients dans lesquels il existe des substances sensibles à l'humidité ou hygroscopiques qui doivent être protégées contre l'humidité atmosphérique. Un flacon de garde peut être installé entre le réacteur et le tube desséchant.

## Alternatives au laboratoire
- Le gaz à sécher peut être mis à barboter dans un barboteur contenant un liquide avide d'eau, tel l'acide sulfurique concentré.